# Isomería cis-trans
La isomería cis-trans (o isomería geométrica) es un tipo de estereoisomería de los alquenos y cicloalcanos. Se distingue entre el isómero cis, en el que los sustituyentes están en el mismo lado del doble enlace o en la misma cara del cicloalcano y viceversa en el caso de trans.
Sus características son:
- Ambos poseen la misma fórmula.
- Tienen diferentes propiedades químicas y físicas.

|  |  |

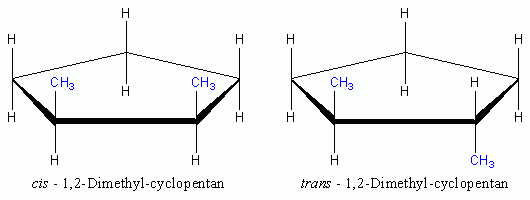
cis-1,2-dimetilciclopentano y trans-1,2-dimetilciclopentano

La IUPAC desaconseja el uso del término isomería geométrica.

## Notación Z/E

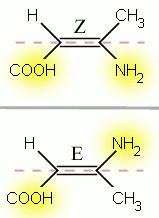

El sistema de nomenclatura cis/trans en alquenos es insuficiente cuando hay tres o más sustituyentes diferentes en el doble enlace. En estos casos se usa el sistema de nomenclatura Z/E, adoptado por la IUPAC, que sirve para todos los alquenos. Z proviene del vocablo alemán zusammen que significa juntos y E del vocablo alemán entgegen que significa opuesto. Equivaldrían a los términos cis y trans respectivamente.
Si una configuración molecular es Z o E viene determinado por las reglas de prioridad de Cahn, Ingold y Prelog. Para cada uno de los dos átomos de carbono del doble enlace se determina individualmente cual de los dos sustituyentes tiene la prioridad más alta. Si ambos sustituyentes de mayor prioridad están en el mismo lado, la disposición es Z. En cambio si están en lados opuestos la disposición es E.
Como ejemplo, en la imagen el ácido (Z)-3-amino-2-butenoico y el ácido (E)-3-amino-2-butenoico.

## Propiedades de un par de isómeros geométricos
En lo que respecta a las propiedades físicas, los isómeros geométricos guardan la misma relación entre sí que los demás diastereómeros estudiados. Dado que tienen los mismos grupos funcionales, exhiben propiedades químicas similares; aunque no idénticas, ya que sus estructuras no son idénticas, ni son imágenes especulares. Así, se combinan con los mismos reactivos, pero con velocidad diferente. Los isómeros geométricos presentan propiedades físicas diferentes: distintos puntos de ebullición y de fusión, índices de refracción, solubilidades, densidades, etc. Basándonos en estas propiedades físicas diferentes, se les puede distinguir entre sí e identificarse, una vez establecida la configuración de cada uno.